# EFL League Two 2018–19
EFL League Two 2018–19 (còn được gọi là Sky Bet League Two vì tên tài trợ) là mùa giải thứ 15 của Football League Two dưới tên gọi của nó và mùa giải thứ 26 dưới cơ cấu hiện tại của giải đấu.

## Sự thay đổi đội bóng
Các đội bóng dưới đây đã thay đổi hạng đấu kể từ mùa giải 2017-18.

#### Đến League Two
Thăng hạng từ National League
- Macclesfield Town
- Tranmere Rovers

Xuống hạng từ League One
- Bury
- Milton Keynes Dons
- Northampton Town
- Oldham Athletic

#### Từ League Two
Thăng hạng lên League One
- Accrington Stanley
- Luton Town
- Wycombe Wanderers
- Coventry City

Xuồng hạng chơi ở National League
- Chesterfield
- Barnet

## Sân vận động
| Đội                 | Địa điểm      | Sân vận động                      | Sức chứa |
| ------------------- | ------------- | --------------------------------- | -------- |
| Bury                | Bury          | Sân vận động Gigg Lane            | 11,840   |
| Cambridge United    | Cambridge     | Sân vận động Abbey                | 8,127    |
| Carlisle United     | Carlisle      | Sân vận động Brunton Park         | 17,949   |
| Cheltenham Town     | Cheltenham    | Sân vận động Whaddon Road         | 7,066    |
| Colchester United   | Colchester    | Sân vận động Cộng đồng Colchester | 10,105   |
| Crawley Town        | Crawley       | Sân vận động Broadfield           | 5,996    |
| Crewe Alexandra     | Crewe         | Sân vận động Gresty Road          | 10,180   |
| Exeter City         | Exeter        | Sân vận động St James Park        | 6,087    |
| Forest Green Rovers | Nailsworth    | Sân vận động The New Lawn         | 5,147    |
| Grimsby Town        | Cleethorpes   | Sân vận động Blundell Park        | 9,052    |
| Lincoln City        | Lincoln       | Sân vận động Sincil Bank          | 10,120   |
| Macclesfield Town   | Macclesfield  | Sân vận động Moss Rose            | 6,355    |
| Mansfield Town      | Mansfield     | Sân vận động Field Mill           | 10,000   |
| Milton Keynes Dons  | Milton Keynes | Sân vận động MK                   | 30,500   |
| Morecambe           | Morecambe     | Sân vận động Globe Arena          | 6,476    |
| Newport County      | Newport       | Sân vận động Rodney Parade        | 7,850    |
| Northampton Town    | Northampton   | Sân vận động Sixfields            | 7,653    |
| Notts County        | Nottingham    | Sân vận động Meadow Lane          | 19,588   |
| Oldham Athletic     | Oldham        | Sân vận động Boundary Park        | 13,512   |
| Port Vale           | Burslem       | Sân vận động Vale Park            | 19,052   |
| Stevenage           | Stevenage     | Sân vận động Broadhall Way        | 6,722    |
| Swindon Town        | Swindon       | Sân vận động County Ground        | 15,728   |
| Tranmere Rovers     | Birkenhead    | Sân vận động Prenton Park         | 16,789   |
| Yeovil Town         | Yeovil        | Sân vận động Huish Park           | 9,566    |

## Thành viên và áo đấu
| Đội                 | Huấn luyện viên1 | Đội trưởng       | Nhà sản xuất áo đấu | Nhà tài trợ                   |
| ------------------- | ---------------- | ---------------- | ------------------- | ----------------------------- |
| Bury                | Ryan Lowe        | Stephen Dawson   | Admiral             | PaySec                        |
| Cambridge United    | Colin Calderwood |                  | Puma                | Mick George                   |
| Carlisle United     | Steven Pressley  | Danny Grainger   | Umbro               | Edinburgh Woollen Mill        |
| Cheltenham Town     | Michael Duff     | Johnny Mullins   | Erreà               | Mira Showers                  |
| Colchester United   | John McGreal     | Luke Prosser     | Macron              | JobServe                      |
| Crawley Town        | Gabriele Cioffi  | Jimmy Smith      | Erreà               | The People's Pension          |
| Crewe Alexandra     | David Artell     | George Ray       | FBT                 | Mornflake                     |
| Exeter City         | Matt Taylor      | Jake Taylor      | Joma                | Flybe                         |
| Forest Green Rovers | Mark Cooper      | Lee Collins      | PlayerLayer         | Ecotricity                    |
| Grimsby Town        | Michael Jolley   | John Welsh       | Erreà               | Young's Seafood               |
| Lincoln City        | Danny Cowley     | Lee Frecklington | Erreà               | Bishop Grosseteste University |
| Macclesfield Town   | Sol Campbell     | Jared Hodgkiss   | Macron              | Arighi Bianchi                |
| Mansfield Town      | David Flitcroft  | Krystian Pearce  | Surridge            | One Call                      |
| Milton Keynes Dons  | Paul Tisdale     | Dean Lewington   | Erreà               | Suzuki                        |
| Morecambe           | Jim Bentley      | Michael Rose     | Macron              | Purple Property Group         |
| Newport County      | Michael Flynn    | Andrew Crofts    | FBT                 | Interbet                      |
| Northampton Town    | Keith Curle      | David Buchanan   | Nike                | University of Northampton     |
| Notts County        | Neal Ardley      | Richard Duffy    | Puma                | Bassingfield Wood Yard        |
| Oldham Athletic     | Còn trống        | Peter Clarke     | Sondico             | PFE Express                   |
| Port Vale           | Neil Aspin       | Tom Pope         | BLK                 | Manorshop.com                 |
| Stevenage           | Dino Maamria     | Ronnie Henry     | Macron              | Astute Electronics            |
| Swindon Town        | Richie Wellens   | Olly Lancashire  | Puma                | Imagine Cruising              |
| Tranmere Rovers     | Micky Mellon     | Steve McNulty    | Puma                | B&M Waste Services            |
| Yeovil Town         | Darren Way       | James Bailey     | TAG                 | Jones Building Group          |

- 1 Theo danh sách hiện tại của Danh sách huấn luyện viên hiện tại của Premier League và English Football League.

## Thay đổi huấn luyện viên
| Đội                | Huấn luyện viên cũ | Lý do kết thúc               | Ngày kết thúc        | Vị trí trên bảng xếp hạng | Huấn luyện viên mới | Ngày bổ nhiệm        |
| ------------------ | ------------------ | ---------------------------- | -------------------- | ------------------------- | ------------------- | -------------------- |
| Carlisle United    | Keith Curle        | Từ chức                      | 5 tháng 5 năm 2018   | Trước mùa giải            | John Sheridan       | 5 tháng 6 năm 2018   |
| Milton Keynes Dons | Keith Millen       | Kết thúc thời gian tạm quyền | 5 tháng 5 năm 2018   | Trước mùa giải            | Paul Tisdale        | 6 tháng 6 năm 2018   |
| Exeter City        | Paul Tisdale       | Hết hạn hợp đồng             | 1 tháng 6 năm 2018   | Trước mùa giải            | Matt Taylor         | 1 tháng 6 năm 2018   |
| Macclesfield Town  | John Askey         | Chuyển sang Shrewsbury Town  | 1 tháng 6 năm 2018   | Trước mùa giải            | Mark Yates          | 19 tháng 6 năm 2018  |
| Oldham Athletic    | Richie Wellens     | Bị sa thải                   | 8 tháng 6 năm 2018   | Trước mùa giải            | Frankie Bunn        | 13 tháng 6 năm 2018  |
| Cheltenham Town    | Gary Johnson       | Bị sa thải                   | 21 tháng 8 năm 2018  | 21                        | Michael Duff        | 10 tháng 9 năm 2018  |
| Notts County       | Kevin Nolan        | Bị sa thải                   | 26 tháng 8 năm 2018  | 24                        | Harry Kewell        | 31 tháng 8 năm 2018  |
| Crawley Town       | Harry Kewell       | Chuyển sang Notts County     | 31 tháng 8 năm 2018  | 14                        | Gabriele Cioffi     | 7 tháng 9 năm 2018   |
| Northampton Town   | Dean Austin        | Hai bên đạt thoả thuận       | 1 tháng 10 năm 2018  | 21                        | Keith Curle         | 1 tháng 10 năm 2018  |
| Macclesfield Town  | Mark Yates         | Bị sa thải                   | 8 tháng 10 năm 2018  | 24                        | Sol Campbell        | 27 tháng 11 năm 2018 |
| Swindon Town       | Phil Brown         | Bị sa thải                   | 12 tháng 11 năm 2018 | 17                        | Richie Wellens      | 13 tháng 11 năm 2018 |
| Notts County       | Harry Kewell       | Bị sa thải                   | 13 tháng 11 năm 2018 | 22                        | Neal Ardley         | 24 tháng 11 năm 2018 |
| Cambridge United   | Joe Dunne          | Bị sa thải                   | 1 tháng 12 năm 2018  | 22                        | Colin Calderwood    | 19 tháng 12 năm 2018 |
| Oldham Athletic    | Frankie Bunn       | Bị sa thải                   | 27 tháng 12 năm 2018 | 12                        |                     |                      |
| Carlisle United    | John Sheridan      | Từ chức                      | 4 tháng 1 năm 2019   | 7                         | Steven Pressley     | 16 tháng 1 năm 2019  |
| Port Vale          | Neil Aspin         | Từ chức                      | 30 tháng 1 năm 2019  | 18                        | John Askey          | 4 tháng 2 năm 2019   |
| Oldham Athletic    | Paul Scholes       | 14 tháng 3 năm 2019          | 14th                 | Pete Wild                 | 15 tháng 3 năm 2019 |                      |
| Yeovil Town        | Darren Way         | Sa thải                      | 24 tháng 3 năm 2019  | 22nd                      | Darren Sarll        | 19 tháng 6 năm 2019  |

## Bảng xếp hạng
| VT | Đội                 | ST | T  | H  | B  | BT | BB | HS  | Đ  | Thăng hạng, giành quyền tham dự hoặc xuống hạng |
| -- | ------------------- | -- | -- | -- | -- | -- | -- | --- | -- | ----------------------------------------------- |
| 1  | Lincoln City        | 29 | 17 | 8  | 4  | 53 | 29 | +24 | 59 | Thăng hạng lên EFL League One                   |
| 2  | Mansfield Town      | 30 | 14 | 13 | 3  | 45 | 23 | +22 | 55 | Thăng hạng lên EFL League One                   |
| 3  | Bury                | 30 | 15 | 8  | 7  | 58 | 36 | +22 | 53 | Thăng hạng lên EFL League One                   |
| 4  | Forest Green Rovers | 30 | 13 | 12 | 5  | 46 | 28 | +18 | 51 | Lọt vào vòng play-off League Two                |
| 5  | Carlisle United     | 30 | 16 | 3  | 11 | 48 | 35 | +13 | 51 | Lọt vào vòng play-off League Two                |
| 6  | Milton Keynes Dons  | 29 | 14 | 8  | 7  | 46 | 26 | +20 | 50 | Lọt vào vòng play-off League Two                |
| 7  | Exeter City         | 29 | 13 | 8  | 8  | 39 | 29 | +10 | 47 | Lọt vào vòng play-off League Two                |
| 8  | Colchester United   | 30 | 13 | 7  | 10 | 45 | 35 | +10 | 46 |                                                 |
| 9  | Stevenage           | 30 | 13 | 5  | 12 | 35 | 38 | −3  | 44 |                                                 |
| 10 | Tranmere Rovers     | 29 | 11 | 9  | 9  | 42 | 38 | +4  | 42 |                                                 |
| 11 | Crewe Alexandra     | 30 | 12 | 5  | 13 | 33 | 37 | −4  | 41 |                                                 |
| 12 | Swindon Town        | 30 | 10 | 10 | 10 | 33 | 39 | −6  | 40 |                                                 |
| 13 | Newport County      | 28 | 11 | 7  | 10 | 38 | 45 | −7  | 40 |                                                 |
| 14 | Oldham Athletic     | 29 | 10 | 9  | 10 | 42 | 37 | +5  | 39 |                                                 |
| 15 | Grimsby Town        | 30 | 11 | 4  | 15 | 30 | 38 | −8  | 37 |                                                 |
| 16 | Crawley Town        | 30 | 11 | 3  | 16 | 35 | 42 | −7  | 36 |                                                 |
| 17 | Northampton Town    | 29 | 7  | 13 | 9  | 38 | 39 | −1  | 34 |                                                 |
| 18 | Port Vale           | 30 | 8  | 9  | 13 | 27 | 37 | −10 | 33 |                                                 |
| 19 | Cheltenham Town     | 29 | 8  | 8  | 13 | 35 | 45 | −10 | 32 |                                                 |
| 20 | Cambridge United    | 30 | 9  | 5  | 16 | 28 | 50 | −22 | 32 |                                                 |
| 21 | Yeovil Town         | 28 | 7  | 9  | 12 | 30 | 34 | −4  | 30 |                                                 |
| 22 | Morecambe           | 30 | 7  | 8  | 15 | 30 | 47 | −17 | 29 |                                                 |
| 23 | Macclesfield Town   | 30 | 7  | 6  | 17 | 29 | 48 | −19 | 27 | Xuống hạng chơi ở National League               |
| 24 | Notts County        | 29 | 4  | 9  | 16 | 29 | 59 | −30 | 21 | Xuống hạng chơi ở National League               |

1. ↑  Sức chứa tạm thời giảm xuống do công việc xây dựng lại.
2. ↑  Bốn đội cạnh tranh cho một suất lên chơi ở EFL League One.

## Kết quả
| Nhà \ Khách         | BUR | CAM | CAR | CHL | COL | CRA | CRE | EXE | FGR | GRI | LIN | MAC | MAN | MKD | MOR | NEW | NOR | NOT | OLD | POR | STE | SWI | TRA | YEO |
| ------------------- | --- | --- | --- | --- | --- | --- | --- | --- | --- | --- | --- | --- | --- | --- | --- | --- | --- | --- | --- | --- | --- | --- | --- | --- |
| Bury                | —   | 0–3 | 0–1 | 4–1 | 2–0 | 1–1 | 3–1 | 2–0 | 1–1 | 4–0 | 3–3 | 3–0 | 2–2 | 4–3 | 3–2 | 1–1 | 3–1 | 4–0 | 3–1 | 1–1 | 4–0 | 1–3 | 2–1 | 1–0 |
| Cambridge United    | 2–2 | —   | 1–2 | 0–1 | 0–1 | 2–1 | 0–0 | 0–2 | 1–3 | 1–0 | 1–2 | 1–0 | 1–1 | 0–1 | 1–2 | 0–3 | 3–2 | 3–2 | 1–1 | 1–0 | 2–0 | 0–0 | 0–0 | 0–0 |
| Carlisle United     | 3–2 | 2–2 | —   | 2–0 | 4–0 | 4–0 | 1–0 | 1–1 | 1–2 | 0–1 | 1–0 | 2–1 | 3–2 | 2–3 | 0–2 | 3–2 | 2–2 | 1–3 | 6–0 | 2–1 | 0–1 | 2–1 | 0–2 | 0–1 |
| Cheltenham Town     | 1–1 | 2–0 | 0–1 | —   | 1–3 | 0–1 | 0–0 | 1–1 | 2–2 | 2–1 | 0–2 | 3–2 | 2–2 | 3–1 | 2–2 | 2–1 | 3–1 | 4–1 | 0–0 | 1–0 | 0–2 | 3–2 | 1–3 | 1–0 |
| Colchester United   | 1–2 | 3–0 | 1–1 | 3–0 | —   | 3–1 | 6–0 | 1–1 | 0–3 | 2–0 | 1–0 | 1–0 | 2–3 | 2–0 | 0–0 | 3–0 | 1–2 | 3–3 | 0–2 | 2–0 | 1–2 | 1–0 | 0–2 | 3–1 |
| Crawley Town        | 3–2 | 2–0 | 2–3 | 1–0 | 2–0 | —   | 3–0 | 1–1 | 1–2 | 2–1 | 0–3 | 1–1 | 0–0 | 0–4 | 2–0 | 4–1 | 0–1 | 1–1 | 0–3 | 0–1 | 1–3 | 2–2 | 3–1 | 3–1 |
| Crewe Alexandra     | 1–1 | 2–0 | 2–1 | 1–3 | 2–1 | 6–1 | —   | 1–2 | 4–3 | 2–0 | 2–1 | 3–0 | 0–3 | 0–0 | 6–0 | 3–2 | 0–2 | 3–0 | 0–2 | 0–1 | 1–0 | 1–0 | 3–2 | 2–0 |
| Exeter City         | 0–1 | 1–0 | 3–1 | 3–1 | 3–0 | 1–3 | 1–0 | —   | 1–2 | 1–2 | 0–3 | 0–1 | 1–4 | 3–1 | 0–0 | 1–1 | 2–2 | 5–1 | 1–0 | 2–0 | 1–0 | 2–0 | 0–1 | 2–1 |
| Forest Green Rovers | 1–2 | 2–1 | 1–1 | 1–1 | 0–1 | 1–0 | 1–0 | 0–0 | —   | 3–0 | 1–2 | 2–0 | 1–1 | 1–2 | 0–1 | 1–1 | 2–1 | 1–2 | 1–1 | 1–1 | 0–0 | 1–1 | 3–1 | 3–0 |
| Grimsby Town        | 0–0 | 0–2 | 1–0 | 1–0 | 1–0 | 1–0 | 2–0 | 0–0 | 1–4 | —   | 1–1 | 0–2 | 0–1 | 1–0 | 1–2 | 3–0 | 0–0 | 4–0 | 0–3 | 2–0 | 0–2 | 2–1 | 5–2 | 0–1 |
| Lincoln City        | 2–1 | 1–1 | 2–2 | 1–1 | 0–3 | 0–1 | 1–0 | 1–1 | 2–1 | 1–0 | —   | 1–1 | 1–1 | 2–1 | 3–1 | 3–2 | 1–1 | 3–1 | 2–0 | 1–1 | 2–2 | 4–1 | 0–0 | 1–0 |
| Macclesfield Town   | 1–4 | 1–1 | 2–1 | 1–1 | 1–1 | 2–0 | 3–3 | 3–2 | 1–1 | 0–2 | 1–2 | —   | 1–1 | 1–3 | 1–1 | 0–0 | 0–5 | 0–1 | 2–1 | 0–0 | 2–2 | 1–2 | 1–1 | 1–0 |
| Mansfield Town      | 2–1 | 1–0 | 1–0 | 4–2 | 1–1 | 1–0 | 1–2 | 1–2 | 1–0 | 2–1 | 1–1 | 3–1 | —   | 1–1 | 4–0 | 3–0 | 4–0 | 2–0 | 0–0 | 1–0 | 1–2 | 0–0 | 3–0 | 0–1 |
| Milton Keynes Dons  | 1–0 | 6–0 | 2–0 | 3–0 | 0–1 | 1–0 | 0–1 | 1–0 | 1–1 | 1–1 | 0–2 | 2–0 | 1–0 | —   | 2–0 | 2–0 | 1–0 | 2–1 | 2–1 | 1–1 | 1–1 | 2–3 | 1–1 | 2–0 |
| Morecambe           | 2–3 | 3–0 | 0–2 | 4–0 | 0–1 | 1–0 | 2–2 | 0–2 | 3–0 | 1–1 | 0–2 | 2–1 | 0–1 | 4–2 | —   | 1–1 | 1–0 | 1–1 | 0–2 | 2–2 | 1–2 | 0–1 | 3–4 | 2–1 |
| Newport County      | 3–1 | 4–2 | 2–0 | 1–0 | 2–0 | 0–0 | 1–0 | 1–0 | 1–4 | 1–0 | 1–0 | 3–3 | 1–0 | 0–1 | 1–1 | —   | 3–1 | 3–2 | 2–0 | 0–0 | 2–1 | 0–0 | 0–0 | 0–6 |
| Northampton Town    | 0–0 | 2–2 | 3–0 | 1–3 | 0–4 | 0–0 | 2–0 | 2–1 | 2–1 | 2–2 | 0–1 | 3–1 | 1–1 | 2–2 | 1–1 | 1–0 | —   | 0–0 | 2–1 | 1–2 | 1–1 | 1–1 | 1–1 | 2–2 |
| Notts County        | 0–0 | 0–1 | 1–1 | 0–3 | 0–0 | 3–1 | 2–1 | 0–1 | 1–3 | 2–1 | 1–1 | 1–2 | 1–0 | 1–2 | 0–0 | 1–4 | 2–2 | —   | 0–0 | 0–0 | 3–3 | 1–2 | 3–2 | 0–4 |
| Oldham Athletic     | 4–2 | 3–1 | 1–3 | 2–0 | 3–3 | 2–1 | 1–1 | 2–3 | 0–0 | 2–0 | 1–1 | 3–1 | 3–2 | 1–2 | 1–2 | 0–1 | 2–5 | 2–0 | —   | 0–1 | 1–1 | 2–2 | 2–0 | 4–1 |
| Port Vale           | 1–0 | 3–0 | 0–1 | 2–2 | 0–3 | 1–0 | 1–0 | 1–1 | 0–2 | 0–1 | 2–6 | 0–1 | 2–1 | 0–2 | 0–1 | 1–2 | 2–0 | 2–2 | 1–4 | —   | 0–4 | 0–1 | 1–2 | 3–0 |
| Stevenage           | 0–1 | 0–1 | 3–0 | 2–0 | 3–1 | 2–1 | 0–1 | 1–1 | 0–2 | 1–0 | 0–1 | 1–0 | 1–3 | 3–2 | 1–0 | 1–0 | 1–2 | 0–3 | 3–2 | 0–0 | —   | 2–0 | 2–2 | 1–0 |
| Swindon Town        | 1–2 | 0–2 | 0–4 | 0–0 | 3–0 | 0–1 | 1–2 | 0–2 | 2–0 | 1–1 | 2–2 | 3–2 | 0–0 | 1–1 | 4–0 | 2–1 | 1–1 | 3–1 | 0–0 | 0–0 | 3–2 | —   | 3–2 | 1–1 |
| Tranmere Rovers     | 1–1 | 1–0 | 3–0 | 1–0 | 1–1 | 5–1 | 1–0 | 2–0 | 0–1 | 4–1 | 1–0 | 1–0 | 0–0 | 2–1 | 3–1 | 0–1 | 1–2 | 1–0 | 1–1 | 1–0 | 2–0 | 1–2 | —   | 0–0 |
| Yeovil Town         | 0–1 | 1–0 | 0–0 | 1–4 | 1–1 | 0–1 | 1–1 | 2–2 | 1–2 | 1–3 | 0–2 | 0–2 | 2–2 | 1–1 | 3–2 | 1–3 | 1–1 | 2–0 | 0–0 | 0–3 | 2–0 | 0–3 | 0–0 | —   |

## Các cầu thủ ghi bàn hàng đầu
Tính đến ngày 19 tháng 1 năm 2019
| XH | Cầu thủ         | Câu lạc bộ         | Số bàn thắng |
| -- | --------------- | ------------------ | ------------ |
| 1  | James Norwood   | Tranmere Rovers    | 18           |
| 2  | Jayden Stockley | Exeter City        | 16           |
| 3  | Tyler Walker    | Mansfield Town     | 14           |
| 4  | Nicky Maynard   | Bury               | 12           |
| 5  | Kieran Agard    | Milton Keynes Dons | 11           |
| 5  | Padraig Amond   | Newport County     | 11           |
| 5  | Chuks Aneke     | Milton Keynes Dons | 11           |
| 5  | Jay O'Shea      | Bury               | 11           |
| 9  | Ollie Palmer    | Crawley Town       | 10           |
| 10 | John Akinde     | Lincoln City       | 9            |
| 10 | Michael Doughty | Swindon Town       | 9            |
| 10 | Jamille Matt    | Newport County     | 9            |